# Antoaneta Frenkeva
Antoaneta Nikolova Frenkeva (in bulgaro Антоанета Николова Френкева?; Smoljan, 24 agosto 1971) è una nuotatrice bulgara.
Specializzata nella rana, ha vinto una medaglia d'argento e una di bronzo alle Olimpiadi di Seoul 1988.

## Palmarès
- Olimpiadi
  - 1988 - Seul: argento nei 100 m rana e bronzo nei 200 m rana.